# Roberto Mascaró
Roberto Mascaró (Montevideo, 12 de desembre de 1948), és un poeta i traductor uruguaià resident a Suècia.

## Biografia
Roberto Mascaró va cursar estudis de literatura i estètica a la Universitat d'Estocolm i la Universitat d'Uppsala.
El 1978,durant la dictadura militar d'Aparicio Méndez, Mascaró va exiliar-se a Suècia, país que va oferir asil polític a molts altres artistes i intel·lectuals uruguaians perseguits pel règim. Els seus primers poemaris —Estacionario i Asombros en la nieve— van ser publicats a Suècia quan ja feia alguns anys que vivia a l'exili i van ser reeditats el 2019 per una editorial de Montevideo.
Ha guanyat diversos premis internacionals, entre els quals, el premi del Fons d'Escriptors de Suècia el 1984 (que va obtenir successivament el 1987, 1990 i 1997) i el Premi Ciutat d'Estocolm. El 2002, el jurat del Festival Internacional de Poesia de Medellín, (Colòmbia) li va atorgar el II Premi Internacional de Poesia Ciutat de Medellín en llengua castellana pel seu llibre Campo de Fuego, publicat a Montevideo el 2000. El 2004, Mascaró novament va ser distingit amb el Premi Bienal del Fons d'Escriptors de Suècia.
Va ser director del Festival Plataforma Latinoamericana que es va celebrar de 1998 a 2002 a Folkets Park, a la ciutat de Malmö. També ha participat activament en diversos esdeveniments culturals i festivals literaris d'Escandinàvia, Canadà, Xile, Argentina, Colòmbia, Veneçuela i el seu país natal, Uruguai. Des de 1998, va ser l'organitzador principal de la trobada anual de poesia Poesimöte a Suècia.
Segons el mateix Mascaró, la seva poesia ha rebut la influència d'algunes obres d'altres poetes, especialment llatinoamericans, entre els quals, Rubén Darío —a qui anomena «maestro y príncipe de nuestra literatura»— Lautréamont, Haroldo de Campos o José Lezama Lima. Altres autors veuen en l'obra de Mascaró la influència de César Vallejo i «ressonàncies de Tranströmer», el poeta suec guanyador del premi Nobel de Literatura 2011 a qui Mascaró va traduir al castellà i amb qui va mantenir amistat durant bastants anys.
Com a traductor, ha publicat traduccions al castellà del suec, danès, noruec, portuguès, anglès i francès, d'entre altres autors, de Tomas Tranströmer, August Strindberg, Öyvind Fahlström, Ulf Eriksson, Tomas Ekstrom, Jan Erik Vold, Edith Sodergran, Henry Parland.

## Obres
És autor dels següents llibres de poesia:
- Estacionario (Nordan, Estocolmo, 1983; reeditat per Solazul Ed., Montevideo, 2019; ISBN 978-9974-8714-5-8)
- Chatarra/Campos (Siesta, Estocolmo, 1984)
- Asombros de la nieve (Siesta, Estocolmo, 1986; reeditat per Solazul Ed., Montevideo, 2019; ISBN 978-9974-8714-5-8)
- Cruz del Sur / Södra Korset (Siesta, Estocolmo, 1987)
- Gueto (Vintén Ed., Montevideo, 1991)
- Öppet fält / Campo abierto (Siesta, Malmö, 1997)
- Campo de fuego (Aymara Ed., Montevideo, 2000)
- Montevideo cruel. Tangos (Ed. Imaginarias, Montevideo, 2003; ISBN 978-9974-7681-1-6)
- Un río de pájaros (Colombia 2004)
- Asombros de la nieve, antología (Caracas 2005)
- Viendo caer la lluvia de una ventana azul (Tegucigalpa 2012)
- Nómade apátrida (Catapulta, Bogotá 2012)
- Utopías (Solazul Ed., Montevideo, 2018; ISBN 978-9974-8607-7-3)
- Tango del apocaliptus oriental (Solazul Ed., Montevideo, 2019; ISBN 978-9974-8714-6-5)